# Bizarre
Bizarre es un grupo español de Pop-Rock originario de Blanes (Gerona).
Bizarre han publicado hasta la fecha dos álbumes: su álbum debut Bizarre (2006), del cual se extrajeron 3 sencillos (Sé, Difícil de entender y Escúchate) y su reciente Zero (2010), del cual se ha publicado el sencillo Conseguiré.
Aunque el idioma habitual de sus canciones es el español, existen versiones en catalán de los sencillos del primer álbum (con los títulos Sé, Difícil d'oblidar y No escoltes mai, respectivamente), así como de otros temas del segundo álbum (con los títulos No és massa tard, Intento oblidar, Meves y T'amagues). También existe una versión en italiano de Sé con el título So. Por otro lado, dado que con anterioridad a su álbum debut su idioma habitual era el inglés, también es posible encontrar algunas maquetas en este idioma, aunque estas no han sido nunca publicadas.

## Biografía

### Orígenes
Se puede considerar que Bizarre, tal y como los conocemos en la actualidad, se crea en 2003 en Blanes (Gerona, Cataluña, España) cuando la banda formada por Javier García, Alfonso Montaño, Jordi Bonastre, Àlex de la Fuente y Meritxell Marín, junto con el batería Billy Purdie y más tarde Manuel García, decide grabar una serie de maquetas de los temas creados y evolucionados durante los meses anteriores (por aquellas fechas, las canciones estaban cantadas principalmente en inglés) y las envía a diversos concursos y editoriales. La primera consecuencia es que la banda es incluida en la gira Nuevo talento organizada por el portal de Internet terra.es. Como complemento a la gira se edita un CD recopilatorio con los grupos seleccionados en el que se incluye su canción Anywhere como primer corte. Paralelamente, resultan finalistas de un concurso de maquetas organizado por el canal de televisión Sol Música, la editorial Tenderfoots y la discográfica Subterfuge Records, y semifinalistas del concurso Proyecto Demo 2003, organizado por MTV y el FIB 2003 (Festival Internacional de Benicàssim). A finales de julio se desplazan a los estudios Odds Sur, en Cádiz, propiedad del productor Paco Loco (Australian Blonde, Nacho Vegas, Manta Ray, Sexy Sadie...) para grabar lo que en principio iba a ser el primer álbum de Bizarre. Sin embargo, debido a conflictos con la editorial Tenderfoots, se disuelve la relación entre la banda y la misma.
Ya en 2004, se producirán tres acontecimientos muy relevantes. A principios de año, obtienen el primer premio del Concurso de Música de Badalona, en Badalona (Barcelona, Cataluña, España). Poco más tarde, gracias a un contacto con un promotor inglés, viajan a Londres a realizar una serie de conciertos en pequeños locales de la ciudad. Por último, consiguen el primer premio en el concurso de maquetas de Los 40 Principales de Gerona, y como premio actúan en el concierto de Sant Jordi que organiza anualmente la emisora de radio en la sala La Mirona, en Salt (Gerona), compartiendo cartel con Josep Thió (miembro fundador de Sopa de Cabra, que en aquel entonces presentaba disco en solitario) y Els Pets. Todo esto llama la atención de la discográfica Música Global, que se encuentra en la búsqueda de artistas para su nuevo sello Mass Records, dirigido a artistas que cantan en español. Da la casualidad que Bizarre habían empezado a crear nuevas canciones en este idioma, por lo que los caminos confluyeron.

### Debut discográfico (Bizarre)
En octubre de 2004, Bizarre firman con Mass Records. Este contrato implicará la edición de su largamente esperado primer disco y su promoción a nivel nacional, y también conllevará un cambio muy apreciable: las canciones estarán todas escritas en español, abandonando definitivamente el inglés.
La grabación de este disco debut se realiza a mediados de 2005 en Barcelona, en el estudio Forte Music, propiedad del productor Micky Forteza. Él es el encargado de la producción y mezcla de las canciones, mientras que la masterización corre a cargo de Roberto Macagno. La salida al mercado del disco (titulado finalmente Bizarre a secas) se retrasa hasta junio de 2006 y va precedida de la publicación, el 22 de mayo, de su primer sencillo «Sé», del cual se rueda también un videoclip. 
Poco después de la publicación del disco, se decide grabar una versión en catalán de este primer sencillo. Esta versión no puede ser incluida en el primer álbum debido a que este ya se encontraba en el mercado, pero sin embargo consigue atraer la atención de muchos medios catalanes, y en muy poco tiempo comienza a sonar en las principales emisoras (40 Principales, Cadena 100, Radio Flaixbac, RAC105...).
Ya en 2007 se editan el segundo y tercer sencillos, «Difícil de entender» y «Escúchate», respectivamente. Al igual que con «Sé», se decide grabar también sendas versiones en catalán (con el título «Difícil d'oblidar» y «No escoltes mai», respectivamente). Ambos sencillos se acompañan de sus respectivos videoclips.
En abril del mismo año se celebra el primer aniversario del Club TresC con un concierto en la sala Apolo de Barcelona y actúan junto a otros artistas de la escena musical catalana como Gossos, Josep Thió, Jofre Bardagí o Dept.
A mediados de mayo, el club de hoquey sobre patines Blanes HCF encarga a Bizarre la elaboración y grabación de la música para el nuevo himno de la entidad. La presentación oficial se efectúa el 1 de junio con una actuación en directo durante la celebración de la cuarta edición de la Tarradellas Cup, prestigioso torneo internacional de hoquey sobre patines que organiza el club. La canción no se editará en ningún formato pero se puede escuchar durante algunos de los encuentros del Blanes HCF.

### Acuerdo editorial con Sony y segundo álbum (Zero)
A pesar de la buena acogida del primer álbum en Cataluña, este pasa prácticamente desapercibido en el resto de España, por lo que durante el mismo 2008 Mass Records llega a un acuerdo con Sony para la coedición tanto de las canciones del primer álbum como de futuras canciones de Bizarre. El acuerdo implicará una mejor promoción de la banda a nivel nacional, de la que el primer álbum carecía.
En 2008, TVE decide seleccionar al representante para el Festival de Eurovisión a través del portal de Internet MySpace. La preselección se realiza mediante votaciones populares y Bizarre son seleccionados para la fase final. La selección final se realiza mediante una gala emitida por TVE, que resulta envuelta en polémica debido a la presencia de Rodolfo Chiquilicuatre. Como la normativa del certamen impide que los temas presentados estén ya editados anteriormente, el grupo presenta un tema inédito, «Si pudiera». Se trata del primer tema nuevo desde la publicación del primer disco. Sin embargo, la canción no se edita ni tampoco se anuncia ninguna fecha para un futuro segundo álbum.
Pocos meses más tarde, la banda viaja a Nueva York para participar en una minigira por diversos locales de la ciudad. Esta pequeña aventura contiene actuaciones en algunos locales de la ciudad míticos como el Arlene's Grocery y se acompaña de una pequeña promoción en radios locales. Durante la gira interpretan canciones del primer disco junto con temas inéditos, por lo que al parecer se pretende comprobar por un lado la posible aceptación en el mercado estadounidense y por el otro la aceptación de las posibles canciones del segundo disco.
La grabación definitiva del segundo álbum se realiza durante 2009. Según el anuncio publicado tanto en la web oficial como en el resto de portales del grupo, la producción corre a cargo de Luca Germini y cuenta con colaboraciones como la de Alba Haro al violochelo, Ricky Matut al bajo o la del neoyorquino Robert Funk, trombonista de sesión y miembro de los Uptown Horns, banda con la cual ha colaborado con artistas como The Rolling Stones o R.E.M..
A finales de año se presenta el primer adelanto de material de este segundo disco. Al parecer, el acuerdo con Sony da sus frutos y aparecen tres temas nuevos en la serie de Antena 3 90-60-90. Diario secreto de una adolescente. Sin embargo, no se anuncia ninguna fecha concreta para la salida del disco.
Finalmente, en junio de 2010 se publica el segundo álbum, Zero, tanto en CD como en descarga digital. En ambas versiones se incluyen 13 temas nuevos en español, 4 versiones en catalán de algunos de estos, más 1 tema inédito en inglés (y de hecho, el primero publicado oficialmente en este idioma).
Paralelamente al álbum se publica el primer sencillo de Zero, el tema Conseguiré. Como en el caso del primer disco, se publica también simultáneamente la versión en catalán, bajo el título No és massa tard.
Zero destaca per un sonido mucho más contundente y por ser mucho más maduro, variado y heterogéneo que su debut, abarcando el rock anglosajón (Conseguiré, Y me hablas), el grunge (Todos mirarán), el dance (Tú), el acústico (Por si vuelves) y el pop mediterráneo (Mías). A diferència del primer disc, esta vez las versions en català sí que son incluidas en el álbum como bonus tracks.
En otoño del mismo año se publica el segundo sencillo de Zero (Y me hablas en la versión en español, y T'amagues en la versión en catalán). Como en el caso del primer sencillo, también se acompaña con un videoclip. La versión catalana (T'amagues) es seleccionada entre las 10 finalistas en la categoría de Mejor Canción de los Premios Enderrock 2011.

### Disolución
El 7 de abril de 2011 la banda anuncia, por sorpresa y mediante un comunicado oficial en Internet, un "parón indefinido al proyecto Bizarre". En dicho comunicado se explica que se trata de una decisión "tomada desde el acuerdo común entre todos los miembros" y se exponen como razones de esta separación "inquietudes y motivaciones" individuales, a la vez que se niega cualquier diferencia personal entre los componentes. El texto también incluye la aclaración "esperamos que os toméis esta noticia, o por lo menos esa es nuestra intención, más como un punto y aparte que como un punto y final", por lo que deja la puerta abierta a un posible futuro retorno.

## Discografía

### Álbumes
- 2006 Bizarre (Mass Records, 2006)
- 2010 Zero (Mass Records, 2010)

### Sencillos
Del álbum Bizarre (Mass Records, 2006)
- 2006 «Sé»
- 2007 «Sé» (versión en catalán)
- 2007 «Difícil de entender» / «Difícil d'oblidar» (versión en catalán)
- 2007 «Escúchate» / «No escoltes mai» (versión en catalán)

Del álbum Zero (Mass Records, 2010)
- 2010 «Conseguiré» / «No és massa tard» (versión en catalán)
- 2010 «Y me hablas» / «T'amagues» (versión en catalán)

### Vídeos
- 2006 «Sé» (dirección: Alam Raja)
- 2007 «Difícil de entender» / «Difícil d'oblidar» (dirección: Pere Calderón)
- 2007 «Escúchate» (dirección: Javier García)

- 2010 «Conseguiré» / «No és massa tard» (dirección: Javier García)
- 2010 «Y me hablas» / «T'amagues» (dirección: Javier García)